# Amoniusz, syn Hermiasza
Amoniusz, syn Hermiasza (łac. Ammonius Hermiae; grec. Ἀμμώνιος ὁ Ἑρμείου, ur. ok. 435, zm. po 515) – filozof, komentator Arystotelesa.
Amoniusz był uczniem Proklosa w Atenach. Pod koniec V w. przejął kierownictwo filozoficznej szkoły aleksandryjskiej, gdzie jego uczniami byli Damascjusz, Symplicjusz, Asklepiusz, Olimpiodor i Jan Filopon. Wśród jego dzieł wymienia się komentarze do Kategorii, O interpretacji i Analityk pierwszych Arystotelesa oraz komentarz do Isagogi Porfiriusza.

## Życie
Ojciec Amoniusza, Hermiasz, po studiach w Atenach u Syriana, kierownika szkoły ateńskiej od 431/432 roku, powrócił do Aleksandrii i zaczął wykładać filozofię jako dodatkowy przedmiot w szkole retorycznej Horappollona. Jego matka, Aidesia, krewna Syriana, miała początkowo być wydana za Proklosa, ucznia Syriana, który po jego śmierci w 437 roku zastąpił go na stanowisku kierownika szkoły. Proklos odmówił jednak jej poślubienia, tłumacząc, że otrzymał ostrzeżenie od bogów, aby unikał ślubu. Biorąc pod uwagę, że Hermiasz po śmierci Syriana powrócił do Aleksandrii, Amoniusz, drugi syn Hermiasza i Aidesii, musiał przyjść na świat nie wcześniej niż około 435 roku i nie później niż w 445 roku.
Najstarszy brat Amoniusza zmarł w wieku siedmiu lat. Kiedy Amoniusz był jeszcze mały, umarł również jego ojciec. Amoniusz i jego młodszy brat, Heliodor, aż do pełnoletności otrzymywali publiczne stypendium. W latach młodzieńczych Amoniusz i Heliodor udali się pod opieką matki do Aten, w celu zdobycia wykształcenia filozoficznego w szkole Proklosa. Damascjusz, którego Życie Izydora jest głównym źródłem informacji o Amoniuszu, chwali pobożność i dobroczynność Aidesii, choć zaznacza, że po swej śmierci zostawiła synów w długach. Po powrocie z Aten, około 475 roku, Amoniusz podjął się prowadzenia wykładów z filozofii w szkole Horapollona. Pomiędzy 475 a 485 rokiem jego wykładów o filozofii platońskiej słuchał Damascjusz. Po latach o wykładach z około 515 roku na temat platońskiego Gorgiasza wspomina Olimpiodor. Młodszy brat Amoniusza, Heliodor, zajął się w dojrzałym wieku astronomią.
W okresie prowadzonych przez Amoniusza w szkole Horapollona wykładów doszło do przeprowadzonego na szeroką skalę ataku na środowiska pogańskie w Aleksandrii, będącego następstwem próby zdobycia tronu cesarskiego przez prefekta Illusa (484-488) i złożenia przez jego pomocnika Pamprepiosa obietnicy aleksandryjskim poganom poparcia dla ich praktyk religijnych w zamian za pomoc buntownikom. Wedle Damascjusza Amoniusz, który był niegodziwie chciwy i we wszystkim szukał korzyści jaką mógł odnieść, zawarł umowę z nadzorcą dominującej wiary. Uczeni sporo uwagi poświęcili naturze tego porozumienia pomiędzy Amoniuszem a patriarchą Piotrem III Mongosem. Według przedstawionych propozycji Amoniusz miał rozwijać neoplatońską doktrynę w kierunku łączenia pogańskich bogów w Jedno, a Jednego z Intelektem, ewentualnie miał zająć się wykładem Arystotelesa z pominięciem Platona lub w doktrynie Arystotelesa wyciszać teorię o wieczności i boskości świata albo wreszcie zdradzić kryjówki kolegów i uczniów.
Hipoteza o zdradzie Amoniusza opiera się na fakcie, że jako jedyny z pogańskich nauczycieli kontynuował nauczanie po upadku szkoły Horapollona, a także na wzmiance Damascjusza o jego chciwości i o konflikcie, jaki miał Amoniusz z jednym z bohaterów Damascjusza, wujkiem Horapollona, Heraiskosem. Z drugiej strony informację o porozumieniu Amoniusza z biskupem podaje jedynie Damascjusz, który go wyraźnie nie lubi i który poprzez kontrast z chciwością Amoniusza idealizuje skromność jego ojca, a zwłaszcza dobroczynność matki, która z hojności popadła nawet w długi.
Richard Sorabji sugeruje, że Amoniusz mógł wyciszyć w swojej szkole wątki związane z teurgią i rytuałem pogańskim, aby nie wchodzić w konflikt z chrześcijaństwem i móc kontynuować działalność szkoły. Nie można też wykluczyć, choć brak na to dowodów, że nawrócił się na chrześcijaństwo. Data jego śmierci nie jest znana. Najprawdopodobniej żył jeszcze w 517 roku, gdy Jan Filopon wydał jego komentarz do Fizyki Arystotelesa, i raczej już nie żył, gdy Damascjusz pisał około 526 roku Żywot Izydora.

## Prace

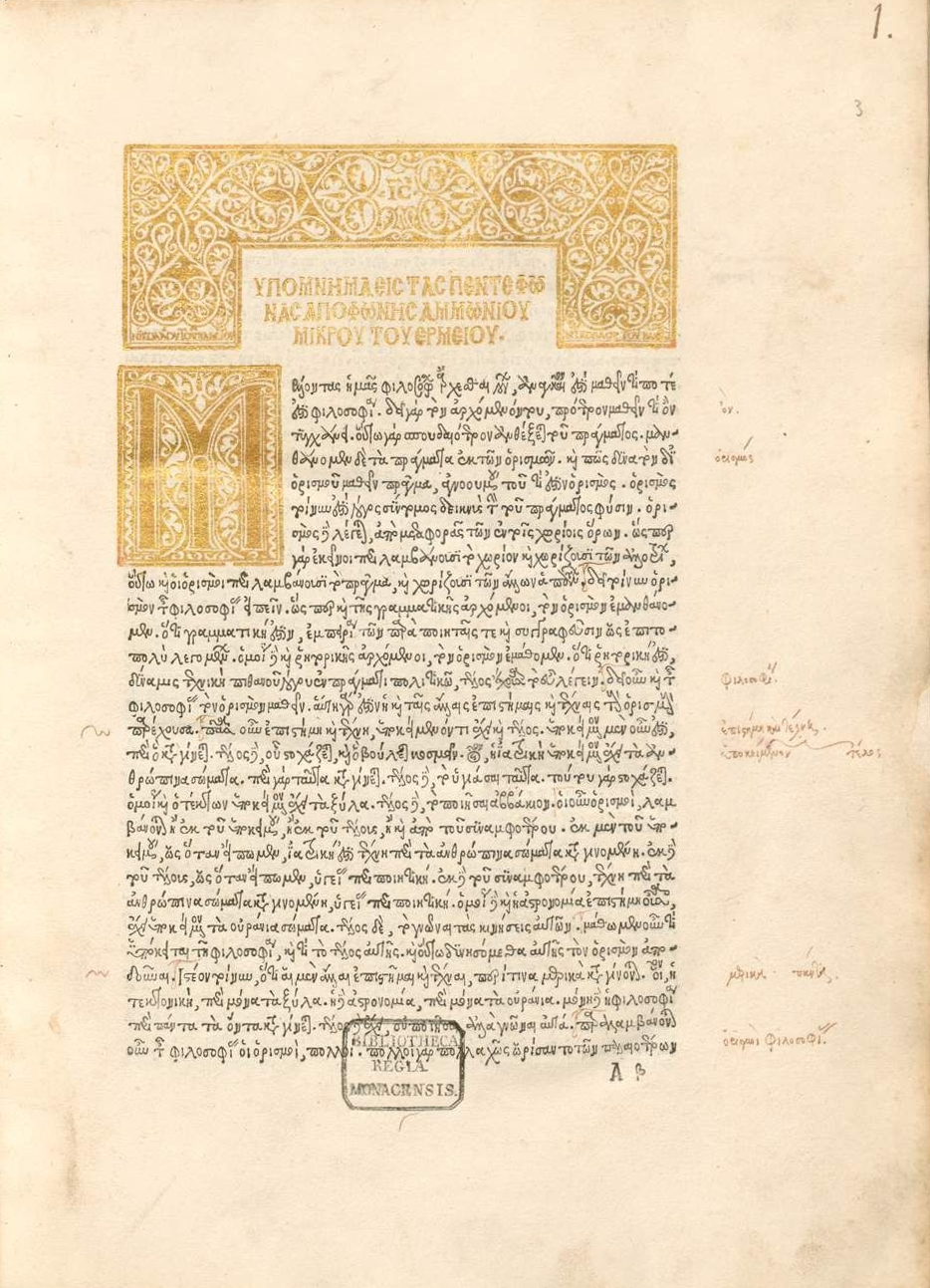
Pierwsza strona komentarza Amoniusza do Isagogi Porfiriusza wydanego w 1500 roku w Wenecji.

Z prac Amoniusza zachował się komentarz do Arystotelesowego O interpretacji oraz do Isagogi Porfiriusza. W formie notatek z wykładów sporządzonych przez studentów istnieją komentarze do Kategorii i Analityk Pierwszych. Zachował się także fragment komentarza do Platońskiego Fedona, w którym broni Platona przed zarzutem sceptycyzmu, i do Arystotelesowego O niebie, w którym wywodzi, że Arystoteles czyni Boga nie tylko przyczyną celową, ale i sprawczą świata.
Cztery komentarze Jana Filopona do Analityk pierwszych, Analityk wtórych, O powstawaniu i ginięciu i O duszy oparte są na wykładach Amoniusza, podobnie jak dwa komentarze Asklepiosa z Tralles do Metafizyki Arystotelesa i do Wprowadzenia do matematyki Nikomacha.
Z relacji Damascjusza wiadomo ponadto, że Amoniusz komentował również Platona. Około 515 roku Olimpiodor słuchał jego komentarza do Gorgiasza, a Asklepios wspomina, że słuchał komentarza Amoniusza do Teajteta.

## Komentator Arystotelesa
Amoniusz ustalił tradycję komentowania Arystotelesa w Aleksandrii, w czym był potem naśladowany przez swoich uczniów – Asklepiosa, Filopona (490-570), Symplicjusza, Olimpiodora (495/505-po 565). Tradycje szkoły kontynuowali następnie: Eliasz (uczeń Olimpiodora), Dawid i Stefan. W swoim stosunku do Arystotelesa Amoniusz zależał w znacznym stopniu od Proklosa, nawet jeśli się z nim w kilku ważnych punktach nie zgadzał. We wprowadzeniu do O interpretacji napisał: Zapisaliśmy tutaj interpretacje naszego boskiego nauczyciela Proklosa, następcy na katedrze Platona i człowieka, który osiągnął granice ludzkich możliwości zarówno w umiejętności interpretowania opinii starożytnych, jak i naukowym opisie natury rzeczywistości. Poprzez Proklosa sięgał Amoniusz również do Jamblicha oraz, na co wskazuje komentarz Stefana, do Porfiriusza. Z innych autorów cytuje Aleksandra z Afrodyzji (przełom II i III wieku), Aspazjusza (I poł. II wieku), Herminusa (II wiek) i stoików.
Na podstawie zachowanej u Amoniusza, listy dziesięciu wstępnych tematów Proklosa przewidzianych dla osób rozpoczynających studiowanie Arystotelesa, wiadomo, że studia nad Arystotelesem rozpoczynały się w szkole Amoniusza od logiki, a następnie zwracały się do etyki, fizyki, matematyki i teologii. Wykłady trwały najprawdopodobniej około godziny. Ślady podziału wykładów na mniej więcej godzinne jednostki zachowały się w komentarzach Amoniusza. W komentarzach swoich Amoniusz przechodzi od wykładu doktryny do analizy językowej. Obszerne notatki sporządzane przez uczniów Amoniusza były następnie publikowane pod jego lub ich imionami.
W komentarzu do Gorgiasza Eliasz twierdzi, odnosząc to do Amoniusza, że interpretator Arystotelesa powinien być znawcą jego pism i umieć je objaśniać, oddzielając jednocześnie prawdę od fałszu. Nie powinien twierdzić, że jego mistrz zawsze ma rację, lecz zawsze wyżej cenić prawdę niż człowieka. Na podstawie pism Arystotelesa powinien umieć wykazać, że jego poglądy nie zawierają sprzeczności, tak jak nie zawierają jej poglądy Platona. Nadto powinien umieć poprzez prace Arystotelesa wprowadzić w naukę Platona. Późniejsi komentatorzy aleksandryjscy podkreślali, że zadaniem komentatora jest uznać spory Arystotelesa z Platonem za pozorne i szukać zasadniczej harmonii między nimi.

## Poglądy filozoficzne
Stanowisko filozoficzne Amoniusza trudno jest dokładnie określić z czterech powodów:
1. zachowały się tylko komentarze do Arystotelesa, co nie pozwala określić precyzyjnie stosunku Amoniusza do neoplatonizmu;
2. z prac Proklosa, którego uczniem był Amoniusz, nie zachowały się w ogóle komentarze do Arystotelesa, co nie pozwala ocenić samodzielności Amoniusza;
3. spora część komentarzy Amoniusza przepadła;
4. prace, które przetrwały, w większości dotarły pod imionami uczniów, co sprawia, że nie zawsze łatwo jest oddzielić poglądy nauczyciela i ucznia[6].

### Neoplatonizm Amoniusza
W przeszłości uważano (K. Praechter, 1910), że neoplatońska szkoła aleksandryjska różniła się zasadniczo od ateńskiej, i to zarówno przed Amoniuszem, jak i po nim. W szczególności wskazywano na marginalizowanie Jamblichowej teurgii i praktyk magicznych, a także Proklosowych hipostaz i ich układów triadycznych (Wallis, 1972). W przeciwieństwie do doktryn szkoły ateńskiej Praechter widział aleksandryjczyków jako bardziej powściągliwych, racjonalnych i trzeźwych, skupionych na Arystotelesie, przez co łatwiej mogli się pogodzić z silnym w Aleksandrii kultem chrześcijańskim. P. Merlan (1968) poszedł jeszcze dalej, czyniąc z Amoniusza twórcę filozofii chrześcijańskiej, uznającego osobowego Boga Stwórcę.
Nowsze badania (Hadot, 1978 i Verrycken, 1990) w znacznym stopniu odwróciły tę tendencję. Wskazuje się w nich na osobiste związki twórców obydwu szkół, na pewne aluzje w pismach Amoniusza do neoplatonizmu. Wysuwa się też argument negatywny, braku w zachowanych pismach jądra systemu Amoniusza, przez co trudno ocenić jego stanowisko. W komentarzach do Arystotelesa, szczególnie logicznych, Amoniusz mógł nie poruszać kwestii neoplatońskich, szczególnie, że studia nad Arystotelesem uważane były za wstęp do Platona. W tym kontekście poruszanie złożonych zagadnień metafizycznych mogło być nawet niewskazane dla mniej zaawansowanych uczniów. Z drugiej strony badacze zauważają, że fakt, iż Amoniusz wyżej stawiał komentowanie Arystotelesa, może świadczyć o jego dystansie do metafizyki neoplatońskiej.

### Bóg jako przyczyna sprawcza
Proklos w komentarzu do Timajosa pisze, że perypatetycy uznawali istnienie intelektu oddzielonego od świata fizycznego, będącego jego przyczyną celową, a nie sprawczą i sprzeciwiali się mnożeniu inteligencji ponad światem. Według Symplicjusza komentatorzy Arystotelesa, przede wszystkim Aleksander z Afrodyzji, przyjęli, że Bóg jest ostateczną przyczyną całego świata, że Bóg poruszając niebiosa stał się pośrednio przyczyną sprawczą świata podksiężycowego, w stosunku do niebios pozostając przyczyną sprawczą ich ruchu, ale nie istnienia. Według Symplicjusza Amoniusz poświęcił całą książkę wykazaniu, że Bóg był ostateczną i sprawczą przyczyną zarówno ruchu, jak i istnienia świata podksiężycowego i nadksiężycowego. Ta interpretacja pozwoliła Amoniuszowi uzgodnić Arystotelesa z Platonem, czyniąc ustępstwo na rzecz doktryny chrześcijańskiej. Zamiast, jak Proklos, krytykować Arystotelesa, Amoniusz na podstawie pięciu fragmentów Arystotelesa wykazywał nieadekwatność krytyki Proklosa. I tak na przykład, według Symplicjusza, Amoniusz twierdził (do Fizyki 2.3), że ten, od kogo pochodzi ruch (Bóg jako nieporuszony poruszyciel) jest sam przyczyną sprawczą. Amoniusz argumentuje także: Jeżeli, zgodnie z Arystotelesem, moc każdego skończonego ciała jest skończona, czy to będzie moc poruszania się czy istnienia, to jeżeli otrzymuje ono wieczną moc od nieporuszonej przyczyny, to musi również otrzymywać wieczny byt, jako ciało od niecielesnej przyczyny. Harmonizacja Arystotelesa z Platonem w tym punkcie miała istotne znaczenie dla arystotelików arabskich, a ostatecznie również dla Tomasza z Akwinu. Verrycken twierdzi, że Amoniusz pojmował Boga Arystotelesa jako złożonego z dwóch neoplatońskich hipostaz Dobra i Intelektu. Niewątpliwie w jego filozofii Bóg jest stwarzającym Intelektem, który jest też ostateczną przyczyną ruchu świata.

### Antydeterminizm Amoniusza
W swoim komentarzu do O interpretacji Amoniusz dodał do Arystotelesowej „Bitwy morskiej” dwa nowe argumenty antydeterministyczne. Pierwszy z nich znany jest jako „Kosiarz” i być może sięga Diodora Kronosa, a na pewno interesował Zenona: jeśli będziesz kosić nie oznacza, że być może będziesz kosić i być może nie będziesz kosić, ale że będziesz kosić, niezależnie co się stanie; podobnie jak jeśli nie będziesz kosić nie oznacza, że być może będziesz kosić i być może nie będziesz kosić, ale że nie będziesz kosić, niezależnie co się stanie. Amoniusz twierdzi, że jeśli determinista uznaje to zdanie za warunkowe, tym samym wycofuje się ze swego determinizmu, jeśli uznaje je za konieczne, bierze za pewnik to, co dopiero zamierza udowodnić, a ponadto jeśli uzna za prawdę zdanie będziesz kosić, niezależnie co się stanie, nie może twierdzić, że w rzeczywistości albo będziesz kosić, albo nie będziesz, ponieważ jeśli pierwsze zdanie jest konieczne, drugie jest niemożliwe.
Drugi argument Amoniusza dotyczy wiedzy bogów i jest z natury rzeczy. Amoniusz stwierdza, że bogowie albo posiadają pewną wiedzę o wyniku zdarzeń przyszłych, albo nie mają żadnej wiedzy, albo mają wiedzę niepewną jak my. I dowodzi, że bogowie posiadają wiedzę pewną. Opiera się przy tym na pochodzącej od Jamblicha idei, że rodzaj wiedzy zależy od rodzaju poznającego, a nie przedmiotu poznawanego. Dlatego, ze względu na ich naturę, bogowie, i tylko oni, mogą mieć pewną wiedzę na temat zdarzeń przyszłych niepewnych, choć one same w sobie są nieokreślone i niezdeterminowane. W rzeczywistości bowiem dla bogów nic nie istnieje w przeszłości lub w przyszłości, ponieważ przebywają poza czasem.

## Wpływ
Amoniusz oddziaływał na filozofię wczesnego średniowiecza przede wszystkim jako komentator Arystotelesa, poprzez swych uczniów: Asklepiosa, Jana Filopona (490-570), Symplicjusza i Olimpiodora (495/505-po 565), którzy swoje prace opierali na jego wykładach. Tradycje szkoły kontynuowali w następnym pokoleniu Eliasz (uczeń Olimpiodora), Dawid i Stefan. Dzięki Dawidowi, którego pisma zostały przetłumaczone na staroormiański, idee Amoniusza dotarły do Armenii. Jego komentarz do Isagogi Porfiriusza miał z kolei znaczny wpływ na późniejszych komentatorów tego dzieła.
Zachariasz z Mityleny napisał swój traktat O stworzeniu świata (De opificio mundi), jak twierdzi, na podstawie rozmów, które odbył w Aleksandrii na ten temat z Amoniuszem. Wyraźny wpływ komentarzy Amoniusza na Boecjusza był z kolei podstawą wysunięcia hipotezy, że Boecjusz przebywał w Aleksandrii i słuchał Amoniusza. Hipoteza ta ostatecznie z braku dowodów się nie ostała. Jean-Yves Guillaumin wysunął natomiast tezę, że Boecjusz korzystał z komentarza Amoniusza do Wprowadzenia do matematyki Nikomacha, w pracy nad swoim De Institutione Arithmetica.
W świecie arabskim Amoniusz był znany jako komentator Arystotelesa. Z jego argumentów dotyczących stworzenia świata korzystał al-Farabi. Amoniuszowa koncepcja Boga jako przyczyny sprawczej za pośrednictwem arystotelików arabskich dotarła do Tomasza z Akwinu. Jego komentarz do O interpretacji został w średniowieczu przetłumaczony przez Wilhelma z Moerbeke.

## Dzieła

### Komentarze własne
- Komentarz do Arystotelesowego O interpretacji,
- Komentarz do Isagogi Porfiriusza,
- Komentarz do Kategorii (w formie notatek z wykładów sporządzonych przez studentów),
- Komentarz do Analityk pierwszych (w formie notatek z wykładów sporządzonych przez studentów),
- Fragment komentarza do Platońskiego Fedona (zawierający obronę Platona przed zarzutem sceptycyzmu),
- Fragment komentarza do Arystotelesowego O niebie.

### Komentarze uczniów oparte na wykładach Amoniusza
Komentarze Jana Filopona
- Do Analityk pierwszych,
- Do Analityk wtórych,
- Do O powstawaniu i ginięciu,
- Do O duszy.

Komentarze Asklepiosa z Tralles
- Do Metafizyki Arystotelesa,
- Do Wprowadzenia do matematyki Nikomacha.

### Dzieła zaginione
- Komentarz do Gorgiasza Platona,
- Komentarz do Teajteta Platona.